# Apache Rave
Apache Rave — проєкт Apache Software Foundation з розвитку Java-платформи для розміщення, обслуговування та агрегації соціальних віджетів і сервісів. Rave може використовуватися на інтернет та інтранет порталах в ролі рушія для взаємодії з соціальними мережами, а також для додавання на сайти контекстно-залежних блоків і засобів для організації спілкування, використовуючи універсальний набір інструментів, не прив'язаних до конкретного соціального сервісу. Серед підтримуваних стандартів відзначаються Activity Streams, OpenSocial та W3C Widgets.
Організація Apache Software Foundation оголосила про надання проєкту Apache Rave статусу первинного проєкту Apache у березні 2012, після успішної перевірки в "інкубаторі". Переведення Apache Rave в розряд первинних означає, що продукт і спільнота, що розвиває його, підтвердили здатність слідувати принципам розробки Apache і готові для самостійного існування, що не потребує додаткового нагляду. Для управління розробкою та координації підготовки релізів Apache Rave обраний комітет, що складається з активних учасників проєкту.

## Виноски
1. ↑  The Apache Software Foundation Announces Apache Rave as a Top-Level Project. Архів оригіналу за 4 травня 2012. Процитовано 28 березня 2012.
2. ↑  Apache Rave принят в число первичных проектов Apache. Архів оригіналу за 2 травня 2012. Процитовано 28 березня 2012.